# Syndrome Ravine
Le syndrome Ravine ou syndrome de Ravine est un syndrome qui se caractérise par une anorexie du nourrisson accompagnée de vomissements constatée sur des patients de l'île de La Réunion, département d'outre-mer français dans le sud-ouest de l'océan Indien. D’après le neuropédiatre, « depuis 1969, entre 70 et 100 jeunes patients ont été recensés sur l’île et quelques-uns en métropole, toujours nés de deux parents réunionnais. Cette maladie n’a, à l’heure actuelle et à notre connaissance, pas été décrite chez des patients non réunionnais. »
Son nom vient de ce qu'il y a été observé dans certains îlets isolés entourés de ravines où la population a connu des taux importants de consanguinité. « RAVINE » est également l'acronyme de nourrisson Réunionnais, Anorexie, Vomissements Incoercibles et signes NEurologiques.

## Cause
L'origine de ce syndrome serait une mutation autosomale récessive d'un rétrotransposon, transcrit en ARN non codant.
C'est la première fois qu'une maladie génétique humaine a été attribuée — par une équipe de l'INSERM, en 2012 — d’un gène « sauteur », transcrit comme long ARN non codant. 
Une personne sur 50 serait porteuse de ce gène à La Réunion, en raison de l'histoire du peuplement de l'île. Un enfant sur 4 présente le risque d'être touché par cette pathologie.

## Pronostic
La maladie est létale avant l'âge de deux ans dans près de 50 % des cas observés. 